# Hermann de Bruycker
Hermann de Bruycker (* 16. Dezember 1858 in Ottensen; † 23. März 1950 in Hamburg-Othmarschen) war ein freischaffender Maler und Illustrator.

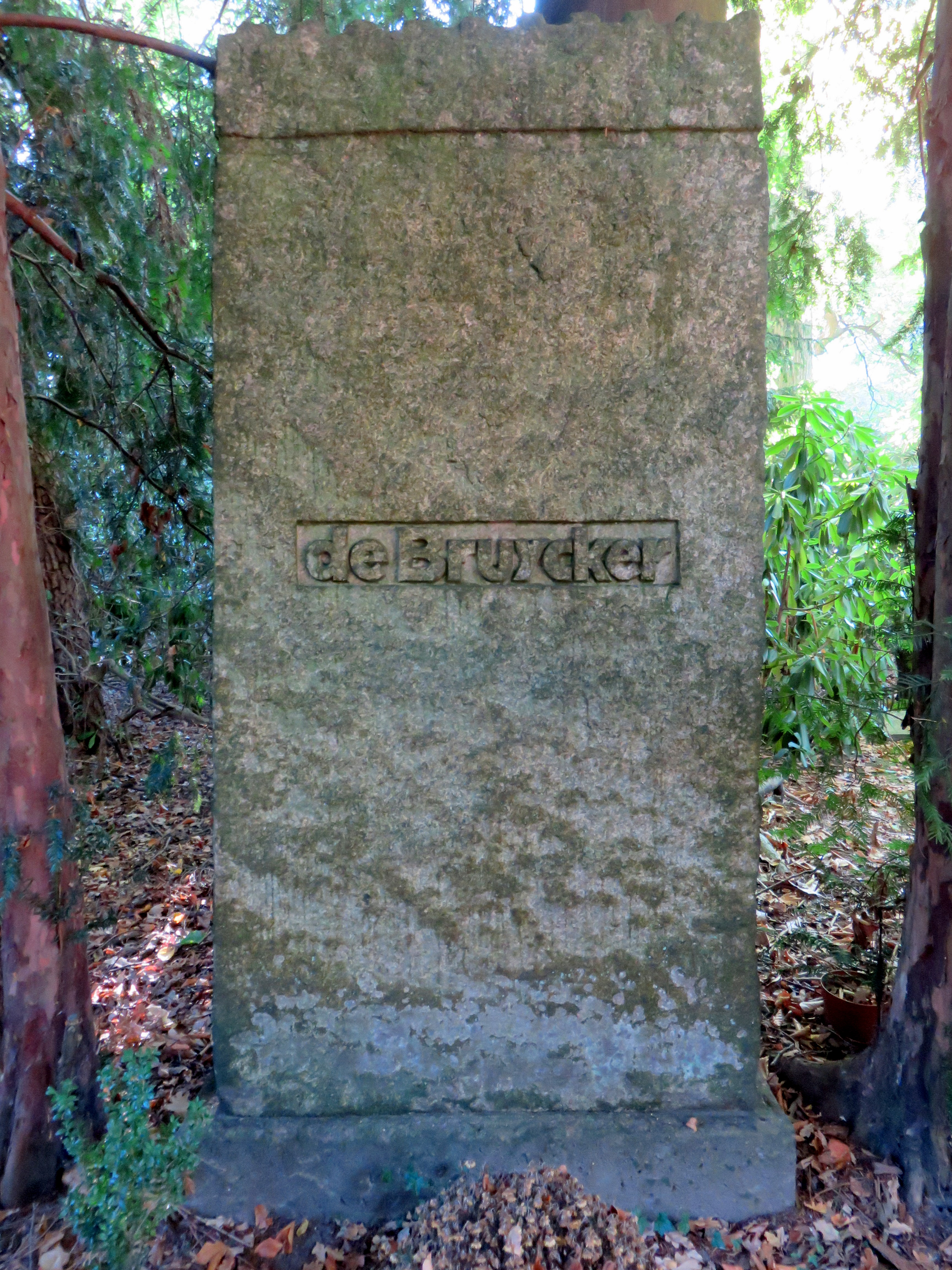
Grab de Bruycker auf dem Friedhof Ohlsdorf

## Leben

Der Herbst in der Heide (1933); Öl auf Leinwand

Hermann de Bruycker wird als Sohn eines Malermeisters geboren. Seine Vorfahren waren im 17. Jahrhundert als flämische Hugenotten in das heutige Schleswig-Holstein eingewandert. Er schloss zunächst ein Malerlehre im Betrieb des Vaters ab. Danach begab er sich auf Wanderschaft. Er studierte in Hannover, wo er den Unterricht bei Friedrich Kaulbach besuchte und in München, hier war Franz Defregger sein Lehrer. 1882 heiratete er, 1884 zog er für zwei Jahre nach Berlin. Ab 1886 lehrte er an der Hamburger Gewerbeschule, ab 1891 an der Sternschen Kunstschule, deren Leitung er später übernahm.
Er widmete sich der Landschaftsmalerei. Aufgrund seiner Vorliebe für die Lüneburger Heide und seiner zahlreichen Darstellungen der Heidelandschaft gilt er als einer der bedeutendsten Heidemaler. Weitere Werke Hermann de Bruyckers waren die Ausmalung des Deckengewölbes des Hamburger Stadttheaters (1888), die Gestaltung der Kirchenfenster der St. Katharinenkirche in Hamburg (1908) sowie ein Wandfries im Hamburger Rathaus (1888). Des Weiteren zählen zahlreiche Illustrationen, unter anderem für Bücher, zu seinem Schaffenswerk. Gemeinsam mit Otto Speckter illustrierte er etwa eine Schreib- und Lesefibel, die bis 1910 in 26 Auflagen erschien. Ferner schrieb de Bruycker Gedichte und Märchen. Für Palmin schuf de Bruycker, der seinen Wohnsitz in Schneverdingen hatte, die Sammelbilderserie Die Lüneburger Heide (1912/13). 1890 baute er sich in Hamburg-Eilbeck eine Villa mit Atelierräumen. Hier war der Mittelpunkt seiner Familie mit zuletzt elf Kindern.
Ein großer Teil der Werke Hermann de Bruyckers fiel 1943 den alliierten Luftangriffen auf Hamburg zum Opfer, so auch sein eigenes Atelier in Altona mit zahlreichen seiner Gemälde sowie die Deckengemälde des Stadttheaters und die Kirchenfenster von St. Katharinen.
Auf dem Ohlsdorfer Friedhof in Hamburg befindet sich bei Planquadrat Z 11 südwestlich Nordteich ein Grabstein für de Bruycker.

## Werke
- Herbst in der Heide (1927), Öl auf Holz, 36 × 47 cm, Privatbesitz
- Mondnacht im Winter (Wilsede) (1944), Öl auf Pappe, 16 × 24 cm, Privatbesitz
- Ein heiterer Tag (1922), Öl auf Leinwand, 28 × 38 cm, Albert-König-Museum Unterlüß